# 600 (numero)
Seicento (600) è il numero naturale dopo il 599 e prima del 601.

## Proprietà matematiche
- È un numero pari.
- È un numero composto con 24 divisori: 1, 2, 3, 4, 5, 6, 8, 10, 12, 15, 20, 24, 25, 30, 40, 50, 60, 75, 100, 120, 150, 200, 300, 600. Poiché la somma dei suoi divisori (escluso il numero stesso) è 1260 > 600 è un numero abbondante.
- È un numero di Harshad nel sistema numerico decimale.
- È un numero oblungo, ovvero della forma n(n+1).
- È un numero 201-gonale.
- È un numero pratico.
- È un numero rifattorizzabile in quanto divisibile per il numero dei propri divisori.
- È un numero congruente.
- È un numero malvagio.
- È parte delle terne pitagoriche (110, 600, 610), (135, 600, 615), (175, 600, 625), (250, 600, 650), (320, 600, 680),(450, 600, 750), (481, 600, 769), (595, 600, 845), (600, 630, 870), (600, 800, 1000), (600, 910, 1090), (600, 1045, 1205), (600, 1125, 1275), (600, 1178, 1322), (600, 1440, 1560), (600, 1750, 1850), (600, 1827, 1923), (600, 1955, 2045), (600, 2210, 2290), (600, 2464, 2536), (600, 2970, 3030), (600, 3575, 3625), (600, 3726, 3774), (600, 4480, 4520), (600, 4982, 5018), (600, 5609, 5641), (600, 5985, 6015), (600, 7488, 7512), (600, 8990, 9010), (600, 9091, 10009), (600, 14994, 15006), (600, 17995, 18005), (600, 22496, 22504), (600, 29997, 30003), (600, 44998, 45002), (600, 89999, 90001).

## Astronomia
- 600 Musa è un asteroide della fascia principale del sistema solare.
- NGC 600 è un galassia spirale della costellazione della Balena.

## Astronautica
- Cosmos 600 è un satellite artificiale russo.